# Nieder-Seemen
Nieder-Seemen ist der kleinste Stadtteil von Gedern im hessischen Wetteraukreis.

## Geografie
Der Ort liegt auf einer Höhe von 322 m ü. NN südöstlich des Zentrums von Gedern am Südhang des Vogelsbergs am Seemenbach, etwa 14 km nordöstlich von Büdingen.

## Geschichte

### Ortsname
Der Ortsname wird von Binsen (Symen) abgeleitet. Von der Wetterau aus erfolgten im Hochmittelalter bachaufwärts Rodungen in die Täler des Vogelsbergs hinein, bei deren Voranschreiten vermutlich auch die drei Dörfer Ober-, Mittel- und Nieder-Seemen entstanden. Sie werden um das Jahr 1000 als "Siemina" erwähnt.

### Territorialgeschichte
Zu dieser Zeit gehörte das Seemental zum Bannforst Büdingen, der im Nordwesten durch die Nidder und im Osten durch die Salz begrenzt wurde. Das Gericht Gedern umfasste neben den drei Seemen auch Kirchbracht, Mauswinkel, Illnhausen, Böß-Gesäß und Burgbracht. Die älteste bekannte schriftliche Erwähnung von Nieder-Seemen stammt vom 9. Dezember 1339. Der junge von Breitenbach und seine Ehefrau Kune bekunden, dass sie dem Konrad von Trimberg versprochen haben, ihm ihre Dörfer Pferdsbach und Nieder-Seemen zur Wiedereinlösung anzubieten. Eine vermutete Ersterwähnung aus dem Jahr 786 ist nicht nachweisbar.
Das Dorf gehörte im Mittelalter und in der frühen Neuzeit zum Amt Ortenberg, einem Kondominat, das von drei Landesherren aus dem Kreis der Mitglieder des Wetterauer Grafenvereins gebildet wurde. 1421 gehörte der Ort den Herren von Rodenstein, die ihn in diesem Jahr an die Herren von Hanau verpfändeten. Diese verkauften das Pfand im Jahr 1500 weiter an die Grafen von Isenburg.
Der Dreißigjährige Krieg (1618–1648) hat nach den spärlich vorliegenden Informationen auch die Bevölkerung Nieder-Seemens mehr als halbiert. Im Jahr 1701 kam es zu einer Realteilung des Kondominats, wobei das Dorf Nieder-Seemen der Grafschaft Stolberg-Roßla und dem dortigen „Amt Ortenberg“ zugeschlagen wurde.
1806 fiel die Grafschaft Stolberg – und damit auch Nieder-Seemen – an das Großherzogtum Hessen. Hier gehörte Nieder-Seemen zum standesherrlichen Amt Ortenberg. 1821 bildete das Großherzogtum den Landratsbezirk Nidda, dem auch Nieder-Seemen zugeordnet wurde, und der ab 1832 Kreis Nidda hieß. Um 1840 wanderten etwa 20 Familien wegen der großen Armut nach Amerika aus. Mit der Revolution von 1848 wurde kurzzeitig der Regierungsbezirk Nidda gebildet, 1852 aber der Kreis Nidda wiederbelebt. 1874 kam das Dorf zum Kreis Schotten, 1938 zum Landkreis Büdingen.
Hessische Gebietsreform (1970–1977)
Am 31. Dezember 1971 wurde die bis dahin Selbständige Gemeinde Nieder-Seemen im Zuge der Gebietsreform in Hessen auf freiwilliger Basis als Stadtteil in die Stadt Gedern eingemeindet.
Für Nieder-Seemen, wie für alle nach Gedern eingegliederten ehemaligen Gemeinden sowie für die Kernstadt, wurde je ein Ortsbezirk  gebildet.
Verwaltungsgeschichte im Überblick
Die folgende Liste zeigt die Staaten und Verwaltungseinheiten, denen Nieder-Seemen angehört(e):
- vor 1601: Heiliges Römisches Reich, Amt Ortenberg (Kondominat des Wetterauer Grafenvereins)
- ab 1601: Heiliges Römisches Reich, Grafschaft Stolberg-Wernigerode, Amt Ortenberg
- ab 1645: Heiliges Römisches Reich, Grafschaft Stolberg-Stolberg, Amt Ortenberg
- ab 1706: Heiliges Römisches Reich, Grafschaft Stolberg-Roßla, Amt Ortenberg[11]
- ab 1806: Großherzogtum Hessen (Souveränitätslande),[Anm. 2]. Fürstentum Oberhessen, Amt Ortenberg (zur Standesherrschaft Stolberg gehörig)
- ab 1815: Großherzogtum Hessen (Souveränitätslande), Provinz Oberhessen, Amt Ortenberg[12] (zur Standesherrschaft Stolberg gehörig)
- ab 1821: Großherzogtum Hessen, Provinz Oberhessen, Landratsbezirk Nidda[13][Anm. 3]
- ab 1832: Großherzogtum Hessen, Provinz Oberhessen, Kreis Nidda
- ab 1848: Großherzogtum Hessen, Regierungsbezirk Nidda
- ab 1852: Großherzogtum Hessen, Provinz Oberhessen, Kreis Nidda
- ab 1867: Norddeutscher Bund,[Anm. 4]  Großherzogtum Hessen, Provinz Oberhessen, Kreis Nidda
- ab 1871: Deutsches Reich, Großherzogtum Hessen, Provinz Oberhessen, Kreis Nidda
- ab 1874: Deutsches Reich, Großherzogtum Hessen, Provinz Oberhessen, Kreis Schotten
- ab 1918: Deutsches Reich (Weimarer Republik), Volksstaat Hessen, Provinz Oberhessen, Landkreis Schotten
- ab 1938: Deutsches Reich, Volksstaat Hessen, Landkreis Büdingen[14][Anm. 5]
- ab 1945: Amerikanische Besatzungszone, Groß-Hessen,[Anm. 6] Regierungsbezirk Darmstadt, Landkreis Büdingen
- ab 1946: Amerikanische Besatzungszone, Land Hessen, Regierungsbezirk Darmstadt, Landkreis Büdingen
- ab 1949: Bundesrepublik Deutschland, Land Hessen, Regierungsbezirk Darmstadt, Landkreis Büdingen
- ab 1972: Bundesrepublik Deutschland, Land Hessen, Regierungsbezirk Darmstadt, Wetteraukreis, Stadt Gedern

### Kirchengeschichte

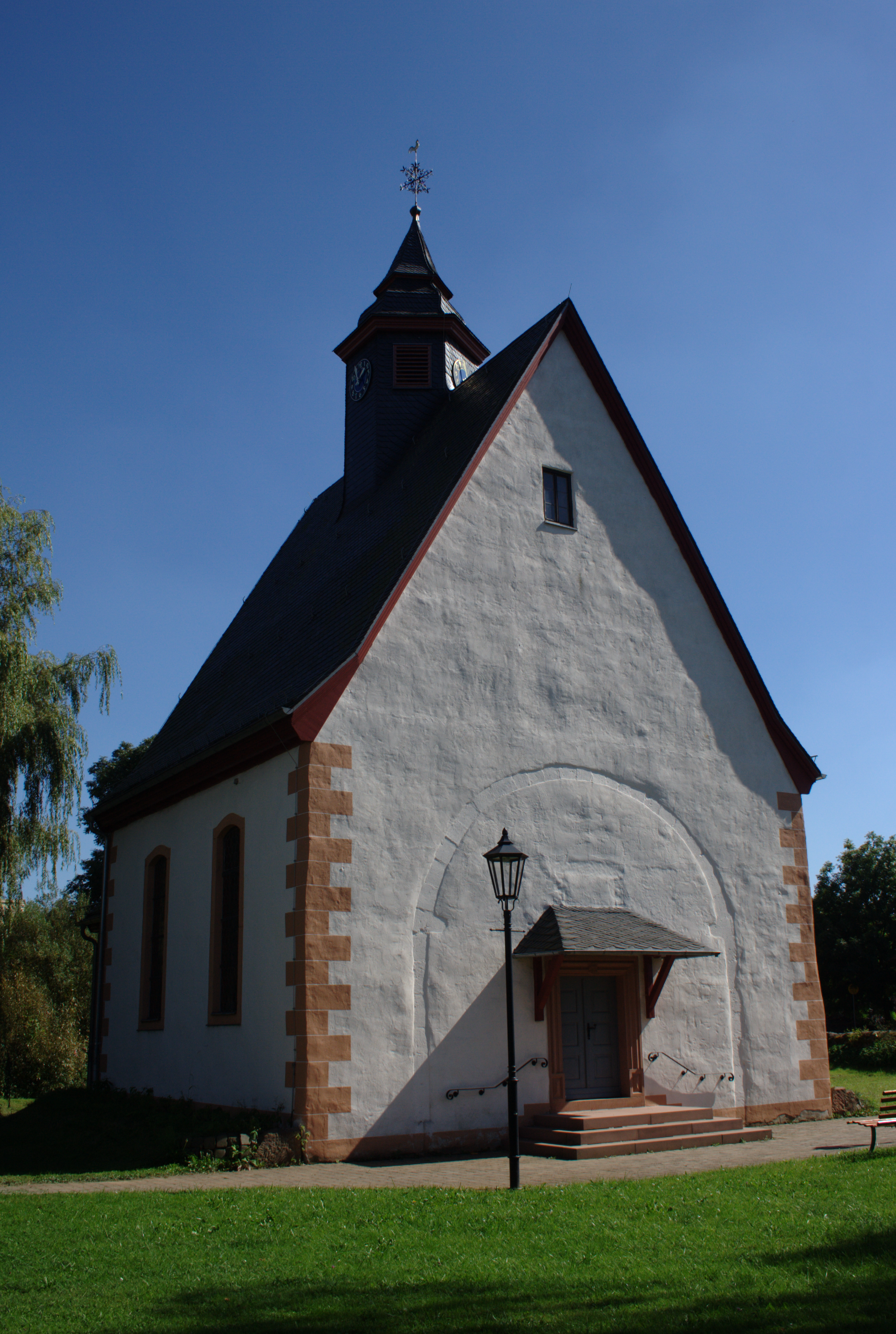
Evangelische Kirchen in Nieder-Seemen

Die Marienkirche in Gedern war bis zum Ende des 16. Jahrhunderts Pfarrkirche auch für das Seemental, als eine eigenständige Pfarrei Ober-Seemen geschaffen wurde. 1724 trennte sich Mittel-Seemen von Ober-Seemen und bildete mit Nieder-Seemen ein eigenes Kirchspiel. Die heutige Kirche wurde um die Wende vom 13. zum 14. Jahrhundert erbaut und hatte vielleicht schon einen Vorgängerbau. Die Wetterfahne des Kirchturms trägt die Jahreszahl 1675. Eine Erneuerung der Kirche erfolgte 1752.
1855 wurde eine Orgel aus Rossdorf (heute: Stadt Bruchköbel) gekauft. Dabei wurde aus Platzgründen die Kanzel von der Mitte zur Seite verschoben. Weitere Restaurierungen waren 1902, 1949 und 2004 verzeichnet. In beiden Weltkriegen musste jeweils eine Glocke abgeliefert werden. 1920 wurde Ersatz beschafft, während die im Zweiten Weltkrieg abgelieferte Glocke 1947 von Hamburg nach Nieder-Seemen zurückkehrte und anlässlich des Einweihungsgottesdienstes nach der Renovierung am 26. Juni 1949 zum ersten Mal wieder läutete.

### Rechtsgeschichte
Nieder-Seemen gehörte zu den Gebieten, in denen das Solmser Landrecht von 1571 gewohnheitsrechtlich, aber nur teilweise, rezipiert wurde. Das galt insbesondere für die Bereiche Vormundschaftsrecht, Erbleihe und eheliches Güterrecht. Im Übrigen galt das Gemeine Recht. Erst das Bürgerliche Gesetzbuch, das einheitlich im ganzen Deutschen Reich galt, setzte zum 1. Januar 1900 das alte Partikularrecht außer Kraft.

### Heilquelle
1602, 1651 und 1701 wird von einem „guten Born“ berichtet, der für kurze Zeit heilendes Wasser spendete, 1701 u. a. in der „Europäischen Zeitung“ und auch über Wunderheilungen. Von verschiedenen Seiten wurde versucht, aus der Quelle ein Geschäft zu machen. Allerdings versiegte die Quelle schon im gleichen Jahr, trat noch einmal 1794/95 aus der Erde und wurde dann nicht mehr beobachtet.

### Schule
Eine Schule gab es seit der Zeit des Siebenjährigen Krieges (1756–1763). Der Schulbetrieb war eine kirchliche Einrichtung und die Lehrer wurden zu kirchlichen Aufgaben herangezogen, als Vorsänger, Organisten oder zum Läuten der Glocken. Kirchen- und Schulvisitationen vom Anfang des 19. Jahrhunderts berichten von schlechtem Unterricht. 1827 gab es 34 Schüler (22 Jungen und 12 Mädchen). Das damalige Schulgebäude ist das heutige Haus der Metzgerei Schnell. 1911 wurde ein neues Schulhaus, das heutige Dorfgemeinschaftshaus, errichtet. 1970 wurde die Schule in Nieder-Seemen aufgegeben. Seither besuchen die Schülerinnen und Schüler die Gesamtschule in Gedern.

### Flurbereinigung
Tiefgreifende Veränderungen brachte die Flurbereinigung, die für Nieder-Seemen 1910 beschlossen wurde. Infolge des Ersten Weltkrieges musste sie jedoch zunächst zurückgestellt werden, wurde dann aber 1919 begonnen. 1925 erfolgte die Neuzuteilung der stark veränderten Flurstücke. Verschiedene Hutweiden, die Gemeindeeigentum gewesen waren, wurden aufgeteilt und an die Landwirte verkauft. Das Bachbett des Seemenbaches wurde stark begradigt. Eine zweite Flurbereinigung folgte im Seemental in den 1970er Jahren.

### Zeit der Weltkriege
Im Ersten Weltkrieg waren fünf, im Zweiten Weltkrieg 27 Gefallene und Vermisste zu beklagen. Mit dem Durchmarsch der US-amerikanischen 11th Armored Division „Thunderbolt“ endete am 31. März 1945 für Nieder-Seemen der Zweite Weltkrieg. Abgesehen von durch Luftminen zerborstenen Fenstern blieb Nieder-Seemen von Kriegsschäden verschont.

## Bevölkerung
Einwohnerstruktur 2011
Nach den Erhebungen des Zensus 2011 lebten am Stichtag dem 9. Mai 2011 in Nieder-Seemen 213 Einwohner. Darunter waren 3 (1,4 %) Ausländer.
Nach dem Lebensalter waren 39 Einwohner unter 18 Jahren, 81 zwischen 18 und 49, 54 zwischen 50 und 64 und 42 Einwohner waren älter.
Die Einwohner lebten in 90 Haushalten. Davon waren 27 Singlehaushalte, 24 Paare ohne Kinder und 30 Paare mit Kindern, sowie 6 Alleinerziehende und kein Wohngemeinschaften. In 18 Haushalten lebten ausschließlich Senioren und in 57 Haushaltungen lebten keine Senioren.
Einwohnerentwicklung
- Anfang 19. Jh.: 70 Ortsbürger (männliche, volljährige Erwachsene)
- 1955: 318 Einwohner, davon 95 Flüchtlinge aus dem Sudetenland und Ungarn[18]

| Nieder-Seemen: Einwohnerzahlen von 1834 bis 2022 | Nieder-Seemen: Einwohnerzahlen von 1834 bis 2022 | Nieder-Seemen: Einwohnerzahlen von 1834 bis 2022 | Nieder-Seemen: Einwohnerzahlen von 1834 bis 2022 | Nieder-Seemen: Einwohnerzahlen von 1834 bis 2022 |
| --- | ------------------------------------------------ | ------------------------------------------------ | ------------------------------------------------ | ------------------------------------------------ |
| Jahr |                                                  |                                                  |                                                  | Einwohner                                        |
| 1834 | 1834                                             |                                                  | 311                                              | 311                                              |
| 1840 | 1840                                             |                                                  | 286                                              | 286                                              |
| 1846 | 1846                                             |                                                  | 298                                              | 298                                              |
| 1852 | 1852                                             |                                                  | 277                                              | 277                                              |
| 1858 | 1858                                             |                                                  | 226                                              | 226                                              |
| 1864 | 1864                                             |                                                  | 258                                              | 258                                              |
| 1871 | 1871                                             |                                                  | 250                                              | 250                                              |
| 1875 | 1875                                             |                                                  | 253                                              | 253                                              |
| 1885 | 1885                                             |                                                  | 222                                              | 222                                              |
| 1895 | 1895                                             |                                                  | 243                                              | 243                                              |
| 1905 | 1905                                             |                                                  | 224                                              | 224                                              |
| 1910 | 1910                                             |                                                  | 241                                              | 241                                              |
| 1925 | 1925                                             |                                                  | 232                                              | 232                                              |
| 1939 | 1939                                             |                                                  | 225                                              | 225                                              |
| 1946 | 1946                                             |                                                  | 333                                              | 333                                              |
| 1950 | 1950                                             |                                                  | 313                                              | 313                                              |
| 1956 | 1956                                             |                                                  | 265                                              | 265                                              |
| 1961 | 1961                                             |                                                  | 264                                              | 264                                              |
| 1967 | 1967                                             |                                                  | 255                                              | 255                                              |
| 1980 | 1980                                             |                                                  | ?                                                | ?                                                |
| 1990 | 1990                                             |                                                  | ?                                                | ?                                                |
| 2000 | 2000                                             |                                                  | ?                                                | ?                                                |
| 2011 | 2011                                             |                                                  | 213                                              | 213                                              |
| 2022 | 2022                                             |                                                  | 210                                              | 210                                              |
| Datenquelle: Historisches Gemeindeverzeichnis für Hessen: Die Bevölkerung der Gemeinden 1834 bis 1967. Wiesbaden: Hessisches Statistisches Landesamt, 1968. Weitere Quellen: ; Zensus 2011; 2022 |                                                  |                                                  |                                                  |                                                  |

Religionszugehörigkeit
| • 1961: | 215 evangelische (= 81,44 %), 41 katholische (= 15,53 %) Einwohner |

## Politik
Für Nieder-Seemen besteht ein Ortsbezirk (Gebiete der ehemaligen Gemeinde Nieder-Seemen) mit Ortsbeirat und Ortsvorsteher nach der Hessischen Gemeindeordnung.
Der Ortsbeirat besteht aus sieben Mitgliedern. 
Bei den Kommunalwahlen in Hessen 2021 gehörten alle Kandidaten der „Bürgerliste Nieder-Seemen“ an. Der Ortsbeirat wählte Lars Hild zum Ortsvorsteher.

## Kulturdenkmäler
Siehe: Liste der Kulturdenkmäler in Nieder-Seemen

## Infrastruktur
Ursprünglich ein Bauerndorf, leben heute nur noch wenige Einwohner von der Landwirtschaft. Die meisten arbeiten heute in Industrie-, Handwerks- oder Dienstleistungsbetrieben.
Die Straßenverbindung im Semental war bis weit ins 19. Jahrhundert hinein dürftig. Wesentliche Verbesserungen der Infrastruktur ergaben sich erst durch den Straßenbau am Ende des 19. Jahrhunderts. 1882 waren die Straßen von nach Nieder-Seemen dann ausgebaut. Etwa seit 1960 wurden die Schotterstraßen asphaltiert. Durch Nieder-Seemen verlaufen heute die Landesstraßen 3010 und 3193.
Mit einer Quellwasserleitung wurde die Wasserversorgung 1911 sichergestellt.
Am 24. März 1921, mittags 1 Uhr, wurde die Fernleitung (20.000 Volt) von Mittel-Seemen nach Nieder-Seemen und eine halbe Stunde später die Transformatoren-Station und das Ortsnetz Nieder-Seemen der „Elektrischen Überland-Anlage der Provinz Oberhessen“ in eingeschaltet. Gleichzeitig wurde die Straßenbeleuchtung in Betrieb gesetzt. Sie bestand aus 9 Lampen, davon 4 Wandarme und 5 Überspannungen.
Von den beiden Wirtshäusern, die Nieder-Seemen einst hatte, ist keines übrig geblieben.

## Vereine
Älteste Nieder-Seemer Vereine sind der Gesangverein „Eintracht“ und die Freiwillige Feuerwehr. Der Sportverein „Edelweiß“ wie auch der Landfrauenverein sind gemeinsame Vereine von Mittel- und Nieder-Seemen. Der Sportverein schaffte es in den letzten Jahrzehnten mehrfach, für einige Jahre in der Bezirksoberliga Fußball zu spielen. Herbert Beyer, Flüchtling aus dem Sudetenland, gründete vor über 30 Jahren die Seementaler Musikanten, die Blasmusik vor allem nach Art der Egerländer spielen.